# Тай Цзя
Тай Цзя (кит. трад.: 太甲; піньїнь: Tai Jia) або Да Цзя — правитель Китаю з династії Шан, син Да Діна.

## Правління
Був автократичним правителем, який погано ставився до своїх підданих і порушував власні закони. За кілька років при його дворі почались суперечки. Його головний міністр Ї Їн порадив правителю змінити свою політику. Зрештою, Тай Цзя був змушений поїхати на каяття до палацу Тон (сучасна провінція Хенань), де розташована могила першого правителя Шан Тана.
За свідченнями Історичних записів продовж трьох років країною правив Ї Їн як регент. Після цього міністр вирішив, що Тай Цзя готовий повернутись до влади й закликав його повернути до столиці. Від того моменту імператор почав піклуватись про своїх людей і його правління набуло добрих ознак. У десятий рік правління Тай Цзя Ї Їн подав у відставку, прославляючи правителя після його смерті.
Бамбукові аннали розповідають зовсім іншу історію. Відповідно до того джерела Ї Їн зайняв трон й успішно правив упродовж семи років, допоки Тай Цзя не повернувся до столиці й не вбив свого першого міністра.
За даними обох історичних джерел Тай Цзя правив упродовж дванадцяти років до своєї смерті, трон по його смерті зайняв його дядько Бу Бін.